# 森一兵
森 一兵（もり いっぺい、1877年6月10日 - 1945年11月13日）は大正から昭和前期にかけて活動した日本のジャーナリスト、写真家、新聞経営者。

## 来歴
1877年（明治10年）6月、岡山県勝田郡吉野村（現在の勝央町）で新谷英太郎の長男として生まれる。父の英太郎は旧勝北郡の2代目郡長を務め、岡山県立勝間田高等学校の前身校に当たる林園書院、のち勝間田農林学校の創立者として知られる名士であった。その後、父が養子となっていた新谷家から生家の森家へ復したことに伴い、森姓となる。
東京専門学校を卒業後、博文館に入社し『太陽』の記者を務めていたが三井銀行を経て安田財閥持株会社の安田保善社に入り、安田倉庫の大阪支配人に就いた。退社後は鎌倉に居を構えて悠々自適の生活を送っていたが、妹の夫である小山松寿に請われ名古屋新聞に入社する。当時、民政党系の名古屋新聞は政友会系で大島宇吉が率いる新愛知と激しく競合しており、義弟から記者としての活動歴を買われてマスメディアに復帰した森は営業局長として名古屋都市圏での部数拡大に力を注いだ。
1926年（大正15年）に日本放送協会東海支部（現在のNHK名古屋放送局）が発足した際は、地方紙代表の立場で理事に就任している。また、写真撮影が趣味で明治後期から中京圏において芸術写真の普及活動を積極的に展開していた。
1936年（昭和11年）、読売新聞の正力松太郎に誘われる形で名古屋金鯱軍を結成して日本職業野球連盟に加盟し、自らオーナー兼球団社長となった。同年6月、前社長の与良松三郎が体調不良により辞任した後を受けて名古屋新聞社長に就任する。1938年（昭和13年）秋、日本・ドイツ・イタリア間で締結された防共協定を受け日本新聞使節団の一員としてドイツとイタリアを歴訪、現地紙との情報交換を行った。
1940年（昭和15年）末、名古屋金鯱軍は翼軍と合併し新たに大洋軍（戦後の大洋ホエールズとは無関係）となったが、戦時下の新聞統制により名古屋新聞は競合紙で名古屋軍（現在の中日ドラゴンズ）を擁する新愛知との合併構想が浮上した。そのため、1941年には大洋軍の経営から撤退し、翌1942年（昭和17年）9月に両紙の合併で新たに中部日本新聞が発足する。森はこの時に経営の一線を退いて引退し、松寿の娘婿で総務局長だった小山龍三が中部日本新聞社の副社長に就任した。
1945年（昭和20年）11月12日、秋葉原で交通事故に遭い翌13日未明に死去。享年69（満68歳没）。

## 著書
- 商家書翰文（博文館、1898年）
- 会社銀行実務案内（博文館、1899年）
- 森一兵鮮満視察談（私家版、1938年）
- 随筆 独伊と日本（日本評論社、1939年）